# Gonzalo Díaz Beitia
Gonzalo Díaz Beitia (Sestao, 17 de novembre de 1936) és un exfutbolista basc de les dècades de 1950 i 1960.
Es formà al Barakaldo CF, club amb el qual disputà dues temporades a Segona Divisió. Fou fitxat per l'Athletic Club, on romangué tres temporades, una d'elles cedit a l'Atlético Ceuta. El 1960 ingressà al FC Barcelona, on jugà 5 partits a primera divisió la primera temporada i només alguns amistosos la segona. Aquesta darrera temporada l'acabà al CD Tenerife. Després de dues campanyes al conjunt canari, jugà una temporada a l'Atlètic de Madrid. Entre 1964 i 1966 jugà amb el CE Constància d'Inca (Mallorca), a la Segona Divisió. El seu darrer club fou la UD Salamanca. Fou internacional en les categories inferiors de la selecció espanyola.

## Palmarès
- Copa espanyola:
  - 1957-58